# Шпигель (артиллерия)
Шпигель — деревянный цилиндр или усеченный конус, с полушаровым углублением с одной стороны. 
Назначение шпигеля — препятствовать переворачиванию шаровых снарядов в канале орудия, чем снаряду обеспечивалось движение очком или трубкой вперед. 
В крепостной артиллерии шпигели изготовлялись из картона, чтобы они не поражали впереди стоящие войска. Шпигели прикреплялись к снарядам смолой, они же в полевой артиллерии служили для лучшего соединения в один патрон ядра с порохом. 
Впоследствии в крепостной артиллерии шпигели были заменены веревочными венками, прикрепляемыми к снаряду просто тесёмками.